# Ponikiew (Petite-Pologne)
Pour les articles homonymes, voir Ponikiew.
Ponikiew est une localité polonaise de la gmina et du powiat de Wadowice en voïvodie de Petite-Pologne.